# Antonio McDyess
Antonio Keithflen McDyess, född 7 september 1974 i Quitman i Mississippi, är en amerikansk före detta basketspelare. Han spelade bland annat för San Antonio Spurs.

## Landslagskarriär
Antonio McDyess tog OS-guld  i basket 2000 i Sydney. Detta var USA:s tolfte basketguld på herrsidan i olympiska sommarspelen.